# 法成寺村
法成寺村（ほうじょうじむら）は、広島県深安郡にあった村。現在の福山市の一部にあたる。

## 地理
芦田川支流・加茂川の右岸に位置していた。

## 歴史
- 1889年（明治22年）4月1日、町村制の施行により、安那郡法成寺村が単独で村制施行し、法成寺村が発足[1][2]。下加茂村、法成寺村の町村組合を結成し役場を下加茂村に設置[1]。
- 1898年（明治31年）10月1日、郡の統合により深安郡に所属[1][2]。
- 1941年（昭和16年）10月1日、深安郡下加茂村と合併し、加法村を新設して廃止された[1][2]。

### 地名の由来
かつて存在した寺名によるものか。

## 産業
- 農業、養蚕、畜産[1]

## 教育
- 1892年（明治25年）字馬場に法成寺尋常小学校開校[1]。1908年（明治41年）法成寺小学校が廃止され、下加茂村字小明に開校した自彊尋常小学校に統合[1]。